# Рачок Михайло Петрович
Миха́йло Петро́вич Рачо́к (4 жовтня 1984, с. Лозова, Хмільницький район, Вінницька область, УРСР — 26 січня 2015, с. Спартак, Ясинуватський район, Донецька область, Україна) — прапорщик Збройних Сил України. Головний сержант роти (95-та ОАМБр). Загинув поблизу Донецького аеропорту під час війни на сході України.

## Життєпис
Народився 4 жовтня 1984 року в селі Лозова Хмільницького району Вінницької області. Закінчив загальноосвітню школу № 4 міста Хмільник Вінницької області.
Довгий час проходив військову службу за контрактом в Житомирському військовому інституті, з листопада 2013 року — в 95-й окремій аеромобільній бригаді.
З весни 2014 року брав участь в антитерористичній операції на Сході України.
Загинув виконуючи завдання з евакуації поранених бійців з поля бою в районі с. Спартак, Ясинуватський район, Донецька область, поблизу Донецького аеропорту. Разом з Михайлом загинули солдат В'ячеслав Гага, солдат Денис Синюк, солдат Анатолій Стратович, сержант Олександр Білокуров. Зазнав поранень старший лейтенант Костянтин Султанбагомаєв та старший солдат Микола Вознюк.
По смерті залишилися батьки, дружина, брат, сестра та бабуся.
31 січня 2015 року похований біля пам'ятника загиблим односельчанам на фронтах Другої світової війни, в центрі села Лозова Хмільницького району.

## Нагороди та вшанування
- Указом Президента України № 282/2015 від 23 травня 2015 року, «за особисту мужність і високий професіоналізм, виявлені у захисті державного суверенітету та територіальної цілісності України, вірність військовій присязі», нагороджений орденом «За мужність» III ступеня (посмертно)[1].
- 15 квітня 2015 року нагороджений відзнакою Нагрудний знак «За військову доблесть».
- Нагороджений медаллю «За жертовність і любов до України» (посмертно).
- Нагороджений нагрудним знаком «За оборону Донецького аеропорту» (посмертно).
- 1 вересня 2015 року в місті Хмільник на фасаді будівлі загальноосвітньої школи № 4 (вулиця 1-го Травня, 39), де навчався Михайло, йому встановлено меморіальну дошку.
- 5 листопада 2015 року під час 87-ї сесії Хмільницької міської ради було прийнято рішення про перейменування в місті Хмільник 3-го провулку Чапаєва на вулицю Михайла Рачка.
- Вшановується в меморіальному комплексі «Зала пам'яті», в щоденному ранковому церемоніалі 26 січня[2][3].